# Rexona
Rexona («Рексо́на») — австралийская торговая марка дезодорантов и антиперспирантов, созданная в 1908 году австралийским фармацевтом Сэмюэлем Фуллером Шеффером и его женой Элис. С 1989 года принадлежит корпорации Unilever.
В Японии и Южной Корее используется видоизменённое наименование — «Rexena» (яп. レセナ; кор. 레세나). В Великобритании, Ирландии и Индии продукция продаётся под наименованием «Sure», в США и Канаде — «Degree», ЮАР — «Shield».
С 2003 по 2004 год марка была спонсором музыкального реалити-шоу «Народный артист» на телеканале «Россия» (ныне — «Россия-1»).